# شهرستان جیا (استان هنان)
شهرستان جیا (به انگلیسی: Jia County) یک شهرستان در چین است که در پینگدینگشان واقع شده‌است.